# Распатор

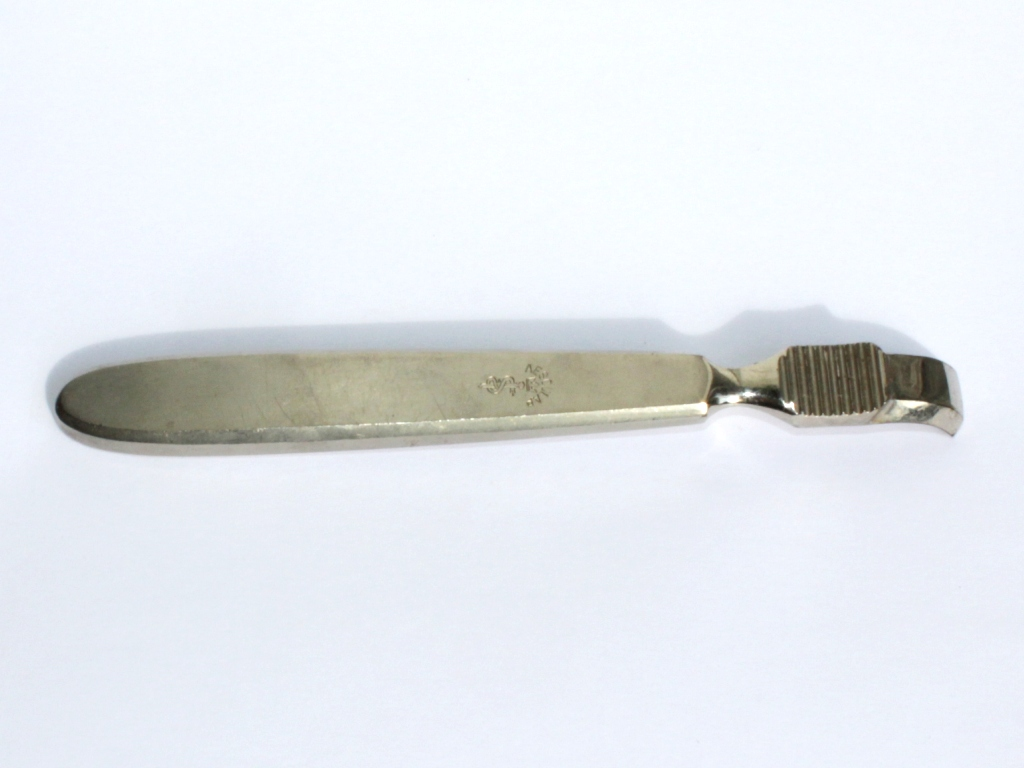
Распатор Фарабефа, изогнутый.

Распатор — хирургический инструмент, используемый в хирургии для отделения надкостницы от кости и отслаивания прочных хрящевых тканей. Надкостница снимается с помощью клиновидной режущей кромки инструмента. В хирургии отделение надкостницы от кости — это один из этапов ряда операций, связанных с необходимостью рассечения кости.
Распаторы бывают следующих видов:
- распатор рёберный, или распатор Дуайена — для отделения надкостницы от задней поверхности ребра;
- распатор Фарабефа (прямой и изогнутый);
- нож-распатор — двусторонний нож, предназначен для отсечения и отделения фиброзно-хрящевой оболочки бронхов при операциях на легких; одна сторона представляет собой обоюдоострый нож, вторая — распатор.